# Брэндон, Чарльз, 1-й герцог Саффолк
Чарльз Брэндон, 1-й герцог Саффолк (англ. Charles Brandon, 1st Duke of Suffolk; ок. 1484 — 22 августа 1545) — английский государственный деятель, дипломат и военачальник при дворе Тюдоров. Фаворит и зять короля Англии Генриха VIII Тюдора. Его супругой была младшая сестра короля, вдовствующая французская королева Мария Тюдор.

## Биография

### Происхождение и семья
Чарльз Брэндон происходил из семьи, не принадлежавшей к кругу титулованной знати. Из-за недостатка письменных упоминаний история происхождения семейства весьма туманна. Существует версия, что предки Брэндонов могли прибыть в Англию из Франции вместе с герцогом Вильгельмом Нормандским и после победы при Гастингсе получили в награду земли в Восточной Англии. Первым из Брэндонов, сделавшим карьеру при королевском дворе, стал дед Чарльза, сэр Уильям, богатый землевладелец из Уэнгфорда в Восточной Англии. Он преуспел на службе у семейства Моубреев, носивших титул герцогов Норфолков, благодаря чему занимал высокие должности и заседал в Парламенте, а затем последовательно служил при королях Генрихе VI Ланкастере и Эдуарде IV Йорке. В 1471 году после битвы при Тьюксбери король Эдуард посвятил Уильяма Брэндона в рыцари. Когда в 1476 году умер последний представитель рода Моубреев, сэр Уильям не перебрался на службу к влиятельному в Восточной Англии клану Говардов, а остался при королевском дворе Эдуарда IV. Его сыновья — Уильям, Томас и Роберт — последовали по его стопам, однако когда к власти пришёл Ричард III, Брэндоны предпочли перейти в оппозицию новому королю. В 1483 году они оказались замешаны в заговоре против Ричарда, организованном герцогом Бекингемом, из-за чего Уильяму-младшему и Томасу пришлось бежать на континент, а в 1485 году при Босворте они сражались на стороне Генриха Тюдора. В этой битве отец Чарльза, сэр Уильям Брэндон, служивший знаменосцем при Генрихе Тюдоре, пал от руки короля Ричарда.
Чарльз был вторым, но единственным выжившим сыном сэра Уильяма Брэндона и Элизабет Бруин, дочери и сонаследницы сэра Генри Бруина. Родители Чарльза вступили в брак в период между 1473 и 1476 годами. Элизабет Бруин была богатой наследницей и ранее уже была замужем за Томасом Тирреллом, который умер приблизительно в 1471 году. От брака с Уильямом Брэндоном у неё было двое сыновей — Уильям (умер в конце 1490-х годов) и Чарльз — и дочь Энн. Определить точную дату рождения Чарльза Брэндона, а также место его рождения, не представляется возможным, но скорее всего он появился на свет не позднее 1484 — 1485 годов. Когда в 1484 году его родители спешно покинули Англию и перебрались сначала в Бретань, а затем во Францию, чтобы присоединиться к свите Генриха Тюдора, Элизабет по всей видимости была беременна. Их сын Чарльз Брэндон, вероятно, родился в Бретани или во Франции. Некоторое время спустя после Босвортской битвы Элизабет вместе с сыном вернулась в Англию, и Чарльз, предположительно, был взят на воспитание в дом одного из ближайших родственников: своего деда сэра Уильяма или своего дяди сэра Томаса. О периоде его взросления известно немногое: по всей вероятности у него, как и у других мальчиков его возраста и положения, был домашний наставник. Брэндон обладал навыками письма и чтения; на протяжении всей жизни он вёл обширную переписку. Однако особенно он преуспел в занятиях, связанных со спортом и рыцарскими турнирами, что впоследствии помогло ему завоевать расположение принца Генриха Тюдора.

### Первые годы при дворе
После гибели отца и смерти матери (скончалась в 1493 или 1494 годах) Чарльз фактически остался без средств к существованию. Земельные владения деда, умершего в 1491 году, унаследовал его сын сэр Роберт, а наследство Элизабет Бруин отошло к её сыну от первого брака Уильяму Тирреллу. Судьбой Чарльза озаботился другой его дядя, сэр Томас Брэндон, служивший при Генрихе VII советником и дипломатом. Мальчик, вероятно, воспитывался в его доме, а затем был отправлен к королевскому двору, где с первых же дней пребывания пользовался благосклонным расположением Генриха VII. Сэру Томасу удалось подыскать для племянника временное место в свите старшего сына короля, Артура, принца Уэльского.
После женитьбы Артура на испанской инфанте Екатерине Арагонской в 1501 году и отъезда молодых супругов в замок Ладлоу на границе с Уэльсом, Брэндон не последовал за ними. После того, как Артур умер в 1502 году, не сохранилось свидетельств о том, что Брэндон был включён в свиту принца Генриха Тюдора, герцога Йоркского, однако он оставался при королевском дворе, где и мог познакомиться с юным принцем, с которым у них впоследствии завязалась крепкая дружба. Приблизительно с 1503 года Брэндон входил в число тех, кто прислуживал Генриху VII за столом, и примерно с 1505 по 1509 годы он занимал различные должности при дворе, постоянно находясь при короле и его наследнике. С 1505—1506 годов он вошёл в состав особого корпуса копьеносцев, регулярно выступавших на рыцарских турнирах и прочих состязаниях при дворе, с 1507 года он стал одним из эсквайров при теле короля. Ближе к концу правления Генриха VII Брэндон служил конюшим у графа Эссекса. Благодаря сэру Томасу Брэндону, Чарльз также обзавёлся полезными связями и знакомствами среди придворных, а в 1510 году, когда дядя скончался, Брэндон унаследовал не только крупную часть его состояния, но и прибыльную должность маршала долговой тюрьмы Кингс Бенч в Саутуарке.
Не менее удачно складывались его отношения с наследником престола: поначалу Брэндон с Томасом Найветтом, Уильямом Хасси и Джайлсом Кейпелом составляли Генриху компанию на спортивных тренировках и турнирной арене, и Чарльз довольно быстро стал близким приятелем принца, которого особо впечатляли его мастерство и отвага в турнирных сражениях. В 1509 году наследный принц взошёл на трон Англии под именем Генриха VIII. Этот момент можно считать стартом успешной политической и придворной карьеры Чарльза Брэндона, который уже тогда был вхож в ближнее окружение молодого короля вместе с Томасом Найветтом, Эдвардом Говардом и братьями Гилфордами — Генри и Эдвардом. С самого начала своего правления Генрих осыпал друзей подарками и всевозможными пожалованиями. В том же году Брэндон получил пост управляющего королевскими владениями в северном Уэльсе, чуть позднее ещё несколько выгодных назначений, а в марте 1512 года он был посвящён в рыцари. Несмотря на почти семилетнюю разницу в возрасте, у Чарльза и Генриха было много общего: любовь к спортивным состязаниям, охоте, турнирным соревнованиям, а также столь сильное внешнее сходство, что Брэндона порой принимали за незаконнорожденного брата короля. Современники отзывались о нём, как о «невероятно привлекательном человеке, весьма храбром, и как об одном из лучших турнирных бойцов в королевстве». Даже его соперники признавали, что он «обладал добрым сердцем и проявлял подлинное усердие в служении Его Величеству». Он был идеальным компаньоном для Генриха, хотя и не был ему ровней в интеллектуальном плане. Однако он был верен ему, близок по духу и способен в случае необходимости пойти на компромисс, что помогало ему сохранять привязанность Генриха. Они оставались лучшими друзьями на протяжении всей жизни.

### Воин и дипломат
Первые годы правления Генриха прошли в череде нескончаемых балов, турниров и маскарадов, в которых его друзья принимали самое деятельное участие. Поначалу Чарльзу Брэндону пришлось делить привязанность короля с узким кругом его самых близких приятелей: Томасом Найветтом, Эдвардом Говардом, Генри и Эдвардом Гилфордами и Эдвардом Невиллом. Об их воздействии на политическую обстановку судить трудно, так как после восшествия на трон Генрих предпочитал политике развлечения. К тому же ни один из друзей короля на тот момент не обладал каким-либо особым влиянием на него. Однако последовавшие события открыли новые перспективы в отношениях Брэндона и короля.
К 1512 году, когда война Камбрейской лиги уже была в разгаре, Англия выступила против Франции. Брэндон, как и остальные приближённые Генриха, стал капитаном одного из военных кораблей, однако первое же морское сражение при его участии обернулось трагедией. Когда летом 1512 года английская флотилия столкнулась с французской неподалёку от Бреста, Брэндон и Генри Гилфорд вследствие неопытности не смогли помочь Томасу Найветту, корабль которого был взят французами на абордаж. Из-за взрыва оба корабля загорелись, Найветт и большая часть его команды погибли. По всей видимости из-за произошедшего Брэндон больше никогда не участвовал в боях на море. В апреле 1513 года в битве с французами погиб сэр Эдвард Говард, и потеря общих друзей ещё больше сблизила короля и Брэндона, укрепив их дружбу. Чарльз Брэндон теперь принимал всё более заметное участие в мероприятиях королевского двора. На маскарадах и пирах он стал единственным участником, наряженным так же, как и король, на рыцарских турнирах — единственным партнёром Генриха в состязаниях с другими придворными. К 1513—1514 годам современники признавали его главным фаворитом короля.
Ещё в октябре 1512 года Чарльз занял пост конюшего, сменив погибшего Найветта, и эта должность имела для него большое значение. Ему в обязанности вменялся не только контроль за перемещениями королевского двора и управление королевскими конюшнями, но и тщательный присмотр за лошадьми самого Генриха. По долгу службы конюшему приходилось неотлучно сопровождать короля на охоте, прогулках, турнирах, церемониальных процессиях, а также в путешествиях и военных походах. Влияние Брэндона возрастало, он пользовался безоговорочным доверием Генриха. В апреле 1513 года он был посвящён в рыцари ордена Подвязки, и вскоре после этого состоялась помолвка с его подопечной Элизабет Грей, баронессой Лайл в собственном праве, по условиям брачного контракта с которой он получил титул виконта Лайла. Присвоение Брэндону титула было сделано и для того, чтобы облегчить ему выполнение всё более ответственных военных распоряжений.
Весной 1513 года началась подготовка к очередной французской кампании. Король вновь продемонстрировал высокое доверие по отношению к Брэндону, назначив его верховным маршалом своих войск. Сфера его полномочий распространялась на все аспекты армейской жизни. Поначалу из-за недостатка опыта участие Брэндона в военных советах было незначительным, и основные его обязанности сводились к поддержанию порядка и дисциплины в армии, контролю за снабжением, сборами наёмников и тому подобному, с чем он благополучно справился. По ходу продвижения кампании его роль в качестве военачальника усилилась, а полномочия были настолько впечатляющими, что посланник Маргариты Австрийской в своём донесении называл его «вторым королём». При взятии Теруана в августе 1513 года Брэндон возглавлял в бою авангард и зарекомендовал себя храбрым воином. В сентябре во время осады Турне он командовал основной артиллерийской дивизией при штурме городских ворот, а затем успешно провёл переговоры относительно сдачи города.
Ещё в Теруане к англичанам присоединился их союзник, император Максимилиан, а затем в Турне и внук Максимилиана, принц Карл, чтобы обсудить вопросы о заключении брака между ним и младшей сестрой Генриха, принцессой Марией: их свадьба должна была состояться не позднее 15 мая 1514 года. После взятия Теруана Генрих вместе со своими военачальниками провёл несколько дней в Лилле, гостя у дочери императора, эрцгерцогини Маргариты Австрийской. В честь победы для высоких гостей устроили пышные празднества. На одном из пиров виконт Лайл не упустил случая пофлиртовать с Маргаритой: они в шутку обменялись кольцами, а Генрих, присутствуя при этом, настойчиво рекомендовал эрцгерцогине Брэндона в мужья. Вскоре пошли слухи, что они собираются пожениться. Максимилиан, узнав об этом, был крайне недоволен, однако Маргарите удалось убедить его, что все разговоры о её брачных планах не что иное как «подлая ложь».
Свершившийся инцидент, однако, ничуть не отразился на дружеских отношениях короля и виконта, и 1 февраля 1514 года Брэндон был возведён в достоинство герцога Саффолка. Ранее титул принадлежал дворянскому роду де ла Поль, и последним его носителем был йоркистский претендент на престол Англии Эдмунд, 3-й герцог Саффолк, казнённый в 1513 году. Наряду с титулом, Брэндон получил земельные владения, конфискованные у де ла Полей. Теперь он стал одним из трёх герцогов королевства вместе с Томасом Говардом, 2-м герцогом Норфолком (который в тот же день был пожалован герцогским титулом за победу над шотландцами при Флоддене), и Эдвардом Стаффордом, 3-м герцогом Бекингемом. Столь стремительный путь от небогатого джентри до пэра королевства ошеломил многих: Брэндон стал рыцарем 30 марта 1512 года, через четырнадцать месяцев получил титул виконта, а ещё через девять — титул герцога. Сам Генрих в грамоте о пожаловании указал, что пожелал вознаградить Брэндона за достойную службу, но всё же непосредственной его целью было не допустить реставрации де ла Полей: после казни Эдмунда в 1513 году его младший брат Ричард, служивший французам, стал величать себя герцогом Саффолком и планировал при поддержке короля Франции захватить трон Англии.
Однако присвоение титула Брэндону было встречено с неодобрением: как отмечал историк Полидор Вергилий, «многие сочли это весьма неожиданным». Представители таких древних дворянских родов, как Говарды и Стаффорды, были неприятно поражены возвышением «выскочки» незнатного происхождения. Бекингем, остававшийся единственным герцогом в Англии с 1502 года, в порыве раздражения покинул королевский двор. Герцог Норфолк и его сын, граф Суррей, воспринимали Брэндона как соперника в борьбе за благосклонность короля и не испытывали к нему никакой симпатии. Идея относительно титула для Брэндона исходила от Томаса Уолси, одного из ближайших советников Генриха. Как и Брэндон, Уолси по рождению не принадлежал к знати и рассчитывал с помощью нового герцога ослабить влияние Норфолка и Бекингема, с которыми у него были взаимные разногласия. Брэндон был знаком с Уолси по крайней мере с 1511 года, и разделение сфер их деятельности в политике и при дворе помогало им избегать конфликтов, благодаря чему к 1514 году они действовали как союзники.
Тем временем утихшие с осени слухи о браке Маргариты Австрийской и Брэндона вспыхнули с новой силой. К марту 1514 года при дворах континентальной Европы говорили о том, будто бы Генрих возвысил своего друга, чтобы тот мог жениться на эрцгерцогине. Но, несмотря на высокое положение в Англии, в глазах европейской знати герцог Саффолк не был подходящей партией для неё. Кроме того, его статус в качестве жениха был несколько сомнителен: он уже дважды был женат, а на момент знакомства с Маргаритой был помолвлен с баронессой Лайл. Чтобы предотвратить возможный скандал и избежать дипломатических трудностей, Генрих отправил эрцгерцогине и императору письма с извинениями. Он также ответил согласием на просьбу Маргариты отменить миссию Саффолка во Фландрию, где в следующем году он должен был произвести смотр войскам, но отказался заставить его жениться на баронессе Лайл, дабы полностью удовлетворить запросы эрцгерцогини. Король не стал жертвовать своим другом ради благополучия альянса с Габсбургами в свете намечавшегося мирного договора с Францией.

### Родственник короля
В 1514 году Генрих VIII переориентировал внешнеполитический курс на сближение с Францией. Подготовка к свадьбе принца Карла и принцессы Марии, которая должна была состояться в мае 1514 года, шла полным ходом, но со стороны Габсбургов неожиданно последовали необъяснимые просьбы об отсрочке. Вдобавок Генрих узнал, что его союзники по Камбрейской лиге — император Максимилиан и король Фердинанд Арагонский — ещё в марте 1514 года тайно заключили перемирие с Францией. В ответ Генрих расторг помолвку Марии и Карла и по совету Томаса Уолси поспешил заручиться поддержкой французского короля Людовика XII, предложив скрепить их политический альянс родственными узами и сосватав за него Марию. Несмотря на то, что она на тот момент всерьёз была увлечена Чарльзом Брэндоном, и тот отвечал ей взаимностью, Мария была вынуждена согласиться на этот династический союз, поставив условие, что если она переживёт Людовика, следующего мужа она выберет себе сама.
В сентябре Мария в сопровождении пышной свиты отплыла во Францию, герцог Саффолк последовал за ней в октябре, чтобы присутствовать на свадебных торжествах и принять участие в рыцарском турнире. Помимо прочего у него было тайное задание от Генриха и Уолси предложить французам альянс против Фердинанда Арагонского, а также устроить встречу Генриха и Людовика. Большую часть переговоров он провёл с Людовиком с глазу на глаз, и в итоге тот пообещал решать все свои дела с Генрихом через посредничество Саффолка и Уолси. С помощью подробных инструкций от Уолси, без которых он опасался проявлять какую-либо инициативу, а также при содействии маркиза Дорсета Саффолку удалось избежать ловушек со стороны советников Людовика, организовать обмен письменными предложениями между королями и начать разработку плана военного вторжения вместе с графом Ангулемским. Генрих остался доволен результатами миссии Саффолка.
Мария недолго оставалась королевой Франции: она овдовела уже через три месяца после свадьбы. Генрих поручил Саффолку сопроводить её назад в Англию и урегулировать финансовые вопросы. Он знал, что Мария неравнодушна к Чарльзу, и перед отъездом обсудил с ним возможность его брака с принцессой. Они не пришли к окончательному соглашению, но герцог пообещал королю, что если они и поженятся, то это произойдёт только по возвращении в Англию. Генрих надеялся сохранить альянс с французами, а кроме того предполагал, что по окончании траура, у Марии не будет отбоя от предложений руки и сердца других европейских государей, союзы с которыми могли быть весьма перспективными. Между тем сама Мария опасалась, что как только она вернётся в Англию, её могут выдать замуж за Карла Кастильского, а при французском дворе уже поговаривали, что Мария станет женой герцога Лотарингского или нового короля Франциска I. К тому времени, когда прибыл Саффолк, она была на грани отчаяния. При встрече с ним она поставила его перед выбором: либо он женится на ней немедля, либо она удалится в монастырь.
Позже Саффолк в письме к Генриху объяснял, что пытался отговорить принцессу от скоропалительного поступка и предлагал сначала попросить благословения у её брата-короля. Она оставалась непреклонной, и её поддержал Франциск, которому ранее Мария уже сообщила о своём желании стать женой Саффолка. У Франциска были свои мотивы: он не мог допустить, чтобы вдовствующая королева Франции была выдана замуж за кого-либо из его политических врагов, а также не преминул задеть Генриха, устроив брак Марии без его ведома. Вдобавок он собирался извлечь максимальную выгоду из стремления Саффолка установить с ним столь же доверительные отношения, как прежде с Людовиком XII.
Чарльз Брэндон и Мария Тюдор тайно обвенчались 3 марта 1515 года (вероятно, даже раньше — в середине февраля), и 5 марта герцог отправил Уолси письмо, признавшись в содеянном и умоляя заступиться за него перед Генрихом. Уолси был потрясён: их брак, свершённый без королевского разрешения, был равноценен государственной измене, каравшейся смертью. Ему пришлось рассказать обо всём Генриху, и дело было рассмотрено Тайным советом и Парламентом. Говарды подозревали Саффолка в тайном сговоре с французами, считали его предателем и ратовали за то, чтобы он был казнён или заключён в тюрьму. На заседании парламента 29 марта в защиту Саффолка выступил только Уолси. В ответном письме герцогу он сообщил, что король воспринял новость «с горечью и неудовольствием», а также упоминал, что Генрих был готов сдержать слово, данное Марии, и позволить ей выйти замуж за Брэндона, но, как король Англии, он желал оставить право выбора за собой. Теперь же Генрих был в ярости даже не столько из-за дерзости Саффолка, сколько из-за того, что тот нарушил данную ранее клятву и поставил под сомнение честь короля. Но, по словам Уолси, Генрих был готов смягчиться, если Мария возместит ему расходы и вернёт все драгоценности, а Саффолк будет выплачивать ему 4 тысячи фунтов ежегодно в течение всей жизни Марии. Более того, Саффолку надлежало приложить все усилия, чтобы его дипломатические обязанности выполнялись на том же высоком уровне, что и при Людовике, а также убедить Франциска вернуть Англии 200 тысяч крон из приданого.
Саффолк и Мария вернулись в Англию 2 мая, встретились с Генрихом, и он принял объяснения сестры, что лишь её следует винить в случившемся. Финансовое соглашение было урегулировано к 11 мая на условиях куда более мягких, чем те, что предлагал Уолси: вместо 4 тысяч фунтов ежегодно Мария должна была выплачивать Генриху по 2 тысячи фунтов в год до тех пор пока не будет выплачена сумма в 24 тысячи фунтов. Саффолк лишался прав на опекунство леди Лайл, его помолвка с нею была расторгнута. Его дальнейшая дипломатическая деятельность во Франции прекращалась, и ему пришлось передать все дела Уолси. Супругам также вменялся штраф в 100 тысяч фунтов, и Мария вернула золотую и серебряную посуду вместе с драгоценностями, которые были ей подарены в период помолвки и брака с Людовиком. Когда все юридические формальности были завершены, Саффолк и Мария обвенчались в Гринвиче 13 мая 1515 года в присутствии короля, королевы и остальных придворных.

### Дальнейшая жизнь и карьера
Некоторое время после свадьбы герцог Саффолк и Мария вели уединённую семейную жизнь вдали от двора. Но уже в 1518 году они присутствовали на церемонии помолвки принцессы Марии, единственной дочери короля, и Франциска, дофина Франции, а также на знаменитой встрече Генриха и Франциска I на Поле золотой парчи в 1520 году.
Начиная с 1522 года, Генрих возобновил союзнические отношения с Габсбургами против Франции, на сей раз с императором Карлом V. В 1523 году Саффолк во главе английского войска был отправлен в Кале. Во время очередной французской кампании англичане вторглись в Пикардию, и без особого сопротивления со стороны французов пересекли Сомму, вызвав тем самым переполох в Париже. Начало было многообещающим, но с наступлением зимы военные действия были вынужденно прекращены, войска расформировали, и Брэндону пришлось бесславно возвратиться в Англию.
Тем временем Генрих, помимо политики, был занят семейными проблемами. Было очевидно, что Екатерина Арагонская не способна родить здорового наследника мужского пола, а свою маленькую дочь Марию он не принимал в расчёт как преемницу. На тот момент внимание короля привлекла одна из фрейлин, леди Анна Болейн. Её появление стало одной из причин, по которой Генрих решил развестись с Екатериной. Оформление развода было поручено кардиналу Уолси. Саффолк, в отличие от жены, которая была дружна с королевой, с энтузиазмом поддержал идею о разводе. Когда Екатерина категорически отказалась от расторжения брака, именно на герцога была возложена миссия убедить её смириться с неизбежным разрывом и принять титул вдовствующей принцессы Уэльской.
Дело с разводом затягивалось, король был в ярости и выместил своё недовольство на Уолси. Тот был отправлен в отставку с поста лорда-канцлера, лишён всех титулов, должностей и имущества и взят под стражу. С падением Уолси влияние Саффолка на короля возросло. 14 августа 1530 года он получил очередную почётную должность — лорда-председателя Тайного совета.
В 1533 году Генрих наконец добился аннулирования брака с Екатериной, женился на Анне Болейн, и 1 июня этого же года состоялась коронация новой королевы. Чарльз Брэндон был одним из распорядителей церемонии. Мария Тюдор отказалась присутствовать на торжествах в честь Анны, а 25 июня внезапно умерла. Саффолк вскоре женился на Кэтрин Уиллоуби, 12-й баронессе Уиллоуби де Эрзби по собственному праву, ранее помолвленной с его сыном Генри.
Возможно под влиянием матери Кэтрин, Марии де Салинас, фрейлины и подруги Екатерины Арагонской, Саффолк во многом изменил своё отношение к расторжению первого брака короля. К тому же вспыльчивость и высокомерие Анны Болейн отвратили от неё многих людей, в том числе и Брэндона, ибо она ни с кем не хотела делить свою, казалось бы, безграничную власть над королём. В 1536 году владычеству Анны пришёл конец: она была обезглавлена по обвинению в государственной измене. Герцог Саффолк был в числе присяжных на суде над королевой, а также присутствовал при её казни.
В конце 1536 года в северных графствах королевства вспыхнуло восстание, известное под названием «Благодатное паломничество». Одной из основных его причин было недовольство церковными реформами, восставшие выступали за восстановление католицизма и монастырей. Подавление мятежа король поручил герцогу Саффолку. Он, как и большинство дворян, поддерживал политику Генриха в отношении ликвидации монастырей и конфискации церковного имущества.
В октябре 1537 года Саффолк стал крёстным отцом наследника престола Эдуарда, принца Уэльского, а в 1541 году был назначен лордом-управляющим королевским хозяйством. Герцог и герцогиня Саффолк редко отлучались от двора: они присутствовали на всех последующих свадьбах Генриха — с Анной Клевской (в 1540), с Кэтрин Говард (в 1540), с Катариной Парр (в 1543), часто принимали короля в своих владениях, участвовали во всех значительных событиях светской жизни. В 1541 году Чарльз Брэндон был в числе тех, кто арестовал Кэтрин Говард по обвинению в супружеской измене.
Весной 1544 года началась подготовка к очередному военному походу во Францию, и Брэндон снова был назначен одним из полководцев. В середине сентября войска под командованием Брэндона захватили Булонь, но спустя некоторое время, узнав о приближении французской армии, город пришлось оставить. Тем не менее, высадившись в Дувре 30 сентября, король и его военачальники с триумфом отпраздновали успешное на их взгляд завершение кампании.
22 августа 1545 года герцог Саффолк внезапно скончался в Гилфорде. В своём завещании он просил организовать для него скромные похороны в Таттершеле, но по желанию короля он был торжественно погребён в часовне Святого Георгия на территории Виндзорского замка.

## Браки и потомство
Приблизительно в 1503 году Брэндон познакомился с Энн Браун, дочерью сэра Энтони Брауна, губернатора Кале, и, когда он поступил на службу к графу Эссексу, они обручились в присутствии его советников. Не будучи обвенчанными, они сожительствовали как супруги, и предположительно в 1507 году родилась их первая дочь, Энн Брэндон. В том же году Брэндон добился от папы римского разрешения взять в жёны леди Маргарет Невилл, дочь маркиза Монтегю и состоятельную вдову Джона Мортимера. Однако уже через год этот брак был аннулирован по причине близкого родства, а также ранее заключённого соглашения с Энн Браун, на которой Брэндон всё-таки женился в 1508 году, сначала тайно, а потом по настоянию её семьи и графа Эссекса «в присутствии множества почтенных людей» в церкви Святого Михаила в Корнхилле. Энн умерла летом 1510 года вскоре после рождения второго ребёнка. От этого брака остались две дочери:
- Энн Брэндон[76] (ок. 1507—1557) — в первом браке супруга Эдварда Грея, барона Грея из Поуиса, во втором — Рэндела Хансворта;
- Мэри Брэндон[77] (2 июня 1510—1540/1544) — была замужем за Томасом Стэнли, лордом Монтиглом.

В 1513 году Чарльз Брэндон был помолвлен с восьмилетней сиротой леди Элизабет Грей. Брэндон предполагал жениться на ней, когда она достигнет совершеннолетия. Маленькая леди Грей обладала не только богатым состоянием (её земли приносили годовой доход в размере 800 фунтов), но и титулом баронессы Лайл в собственном праве. Она была единственной дочерью и наследницей Джона Грея, 2-го виконта Лайла, и его жены леди Мюриэл Говард. Грей умер в 1504 году, его вдова позже вышла замуж за Томаса Найветта, погибшего в 1512 году. Мюриэл Говард скончалась в декабре того же года. Ещё до гибели Найветта Брэндон вёл переговоры о покупке опекунства на выгодных для него условиях за 1 400 фунтов с рассрочкой на семь лет, однако на Рождество 1512 года король даровал ему права опеки над Элизабет. После декабря 1512 года был составлен брачный контракт, на основании которого король пожаловал Брэндону титул виконта Лайла. В 1515 году после тайной свадьбы Брэндона с сестрой короля, Марией Тюдор, помолвка была аннулирована, права на опеку перепроданы за 4 тыс. фунтов, однако Чарльз сохранял за собой контроль за землями леди Грей до её совершеннолетия (по факту до 1519 года) и имел доход с них. Опекуном Элизабет стала графиня Девон, выдавшая её замуж за своего сына Генри. Элизабет умерла в 1519 году.
В мае 1515 года в Гринвичском дворце состоялось торжественное венчание Чарльза Брэндона и Марии Тюдор, вдовствующей королевы Франции. Их дети:
- Генри Брэндон (1516—1522);
- Леди Фрэнсис Брэндон (16 июля 1517 — 20 ноября 1559) — была замужем за Генри Греем, 3-м маркизом Дорсетом;
- Леди Элеонора Брэндон (1519 — 27 сентября 1547) — была замужем за Генри Клиффордом, 2-м графом Камберлендом;
- Генри Брэндон, 1-й граф Линкольн (ок. 1523 — 1 марта 1534).

Женясь на Марии, Брэндон по неизвестной причине не озаботился получением диспенсации на брак с ней. На тот момент была ещё жива Маргарет Невилл, и по каноническому праву Брэндона можно было счесть двоеженцем, а его детей — бастардами. С целью устранить все сомнения относительно своего союза с сестрой короля, а также легитимизировать детей, Брэндон обратился к кардиналу Томасу Уолси с просьбой поспособствовать получению соответствующей буллы от папы римского Климента VII. Уолси затребовал буллу на том основании, что диспенсация, выданная на брак с Маргарет Невилл, изначально была ошибочной, так что единственной законной женой Брэндона являлась Энн Браун, которая уже была мертва, когда тот вступал в брак с Марией Тюдор. 12 мая 1528 года Климент удовлетворил ходатайство и подписал буллу, узаконив тем самым детей Брэндона от Энн Браун и Марии Тюдор.
В сентябре 1533 года, через несколько месяцев после смерти Марии Тюдор, Брэндон женился на Кэтрин Уиллоуби, 12-й баронессе Уиллоуби де Эрзби. Их дети:
- Генри Брэндон, 2-й герцог Саффолк (18 сентября 1535 — 14 июля 1551);
- Чарльз Брэндон, 3-й герцог Саффолк (1537 — 14 июля 1551).

У герцога Саффолка было также несколько незаконнорожденных детей от неизвестных женщин:
- сэр Чарльз Брэндон[нем.] (до 1521 — 12 августа 1551) — был женат на Элизабет, вдове сэра Джеймса Странгуэя[83];
- Фрэнсис Брэндон — была замужем за Уильямом Сэндоном, затем за Эндрю Билсби[83];
- Мэри Брэндон — была замужем за Робертом Боллом[83].

Из четверых законных сыновей Чарльза Брэндона двое скончались в детстве, оставшиеся двое — Генри и Чарльз (от брака с баронессой Уиллоуби) — умерли в подростковом возрасте из-за разразившейся в 1551 году очередной эпидемии английской потницы. Старшему из них было почти шестнадцать лет. Его незаконнорожденный сын сэр Чарльз Брэндон умер в августе 1551 года от неизвестной болезни, не оставив потомства. С его смертью род Брэндонов по прямой мужской линии пресёкся.

## Образ в культуре
- В историко-приключенческой мелодраме «Меч и роза[англ.]» 1953 года в роли Чарльза Брэндона — Ричард Тодд.
- В телесериале «Тюдоры» канала Showtime роль Чарльза Брэндона исполнил британский актёр Генри Кавилл.
- Брэндон стал персонажем романов Хилари Мантел «Вулфхолл», «Введите обвиняемых», «Зеркало и свет». В их экранизации, мини-сериале BBC «Волчий зал», Брэндона сыграл Ричард Диллейн.
- Главный герой исторического романа Симоны Вилар «Королева в придачу».
- В телесериале «Испанская принцесса» (США, 2019) в роли Чарльза Брэндона Джордан Ренсо.